# Dick Sutherland
Pour les articles homonymes, voir Sutherland.
Dick Sutherland, né Archibald Thomas Johnson le 23 décembre 1881 à Benton, Kentucky et mort le 3 février 1934 à Hollywood, est un acteur du cinéma muet américain.

## Biographie
Sutherland est apparu dans 76 films entre 1921 et 1932. Il est décédé à Hollywood, en Californie, d'une crise cardiaque, à l'âge de 52 ans. Il est enterré au cimetière d'Inglewood Park.
Les traits particuliers de son visage étaient le fait d'une acromégalie. 

## Filmographie
- 1921 : The Foolish Matrons de Maurice Tourneur et Clarence Brown
- 1921 : Marin malgré lui (A Sailor-Made Man) de Fred C. Newmeyer
- 1922 : Rags to Riches (en)
- 1922 : Le Petit à Grand-maman (Grandma's Boy) de Fred C. Newmeyer
- 1922 : The Deuce of Spades (en)
- 1922 : Les Bons Larrons (Turn to the Right) de Rex Ingram
- 1923 : The Phantom Fortune (en)
- 1923 : His Last Race (en)
- 1924 : The Red Lily de Fred Niblo
- 1924 : Men (en)
- 1924 : The Dangerous Blonde (en)
- 1924 : The Tornado (en)
- 1924 : The Mask of Lopez (en)
- 1925 : Jimmie's Millions (en)
- 1925 : Le Train de 6 heures 39 (Excuse Me) d'Alfred J. Goulding
- 1925 : L'Amazone (Zander the Great) de George W. Hill
- 1925 : The Fighting Demon
- 1925 : Spook Ranch (en)
- 1925 : The Fighting Dude (en)
- 1925 : The Flying Fool (en)
- 1926 : Don Juan d'Alan Crosland
- 1926 : Broken Hearts of Hollywood de Lloyd Bacon
- 1926 : Le Lys de Whitechapel (Twinkletoes) de Charles Brabin
- 1926 : The Jazz Girl (en)
- 1927 : Le Roman de Manon (When a Man Loves) d'Alan Crosland
- 1927 : L'Étrange Aventure du vagabond poète (The Beloved Rogue)
- 1927 : La Case de l'oncle Tom (Uncle Tom's Cabin) de Harry A. Pollard
- 1927 : La Bataille du siècle (The Battle of the Century) de Clyde Bruckman
- 1928 : Riders of the Dark de Nick Grinde
- 1929 : Derrière les barreaux (The Hoose-Gow) de James Parrott
- 1929 : Terre de volupté (Wild Orchids) de Sidney Franklin
- 1932 : Chandu the Magician